# Света Троїца-в-Словенських Горицях (община)
Община Света Троїца-в-Словенських Горицях (словен. Občina Sveta Trojica v Slovenskih goricah) — одна з общин Словенії. Адміністративним центром є місто Света Троїца-в-Словенських Горицях.
У центрі общини, на невеликому пагорбі, стоїть церква у стилі бароко з трьома шпилями, яка надає місцю особливого шарму.

## Населення
У 2011 році в общині проживало 2102 осіб, 1064 чоловіків і 1038 жінок. Чисельність економічно активного населення (за місцем проживання), 875 осіб. Середня щомісячна чиста заробітна плата одного працівника (EUR), 887,66 (в середньому по Словенії 987.39). Приблизно кожен другий житель у громаді має автомобіль (53 автомобілі на 100 жителів). Середній вік жителів склав 41,3 роки (в середньому по Словенії 41.8). 